# 3 ذو القعدة
- السبت
- الأحد
- الاثنين
- الثلاثاء
- الأربعاء
- الخميس
- الجمعة

- 2826 أبريل 2025
- 2927 أبريل 2025
- 3028 أبريل 2025
- 129 أبريل 2025
- 230 أبريل 2025
- 31 مايو 2025
- 42 مايو 2025
- 53 مايو 2025
- 64 مايو 2025
- 75 مايو 2025
- 86 مايو 2025
- 97 مايو 2025
- 108 مايو 2025
- 119 مايو 2025
- 1210 مايو 2025
- 1311 مايو 2025
- 1412 مايو 2025
- 1513 مايو 2025
- 1614 مايو 2025
- 1715 مايو 2025
- 1816 مايو 2025
- 1917 مايو 2025
- 2018 مايو 2025
- 2119 مايو 2025
- 2220 مايو 2025
- 2321 مايو 2025
- 2422 مايو 2025
- 2523 مايو 2025
- 2624 مايو 2025
- 2725 مايو 2025
- 2826 مايو 2025
- 2927 مايو 2025
- 128 مايو 2025
- 229 مايو 2025
- 330 مايو 2025

3 ذو القعدة أو 3 ذو القعدة الحرام أو يوم 3 \ 11 (اليوم الثالث من الشهر الحادي عشر) هو اليوم الثامن والتسعون بعد المائتين (298) من أيَّام السنة (أو التاسع والتسعون بعد المائتين لو كان شهر رمضان مُتممًا لليوم الثلاثين أو الثلاثمائة لو أتم كلاً من صفر وربيع الآخر وجمادى الآخرة وشعبان ورمضان ثلاثين يوماً) وفق التقويم الهجري القمري (العربي). يبقى بعده 56 أو 57 يومًا لانتهاء السنة.

## أحداث
- 414 هـ - ثورة أهل قرطبة على عبد الرحمن المستظهر بالله بسبب استقباله لعدد من فرسان البربر في قصره، فاقتحموا عليه القصر وفتكوا به، وبايعوا محمد المستكفي بالله، ولم يكن قد مضى على تولي المستظهر بالله الخلافة سوى 47 يومًا فقط.
- 1279 هـ - إعلان الميرزا حسين علي نوري دعوته البهائية، وأنه الوريث الحقيقي للباب علي بن محمد الشيرازي مؤسس فرقة البابية المنشقة عن الإسلام. وقد ادعى البهاء النبوة ثم الألوهية.
- 1309 هـ - الشيخ محمد بن صباح الصباح يتولى حكم الكويت وذلك بعد وفاة أخيه الشيخ عبد الله بن صباح الصباح.
- 1343 هـ - رضا بهلوي ينصب نفسه شاهًا لإيران، وكان أول ملوك الدولة البهلوية في إيران، حيث قام بانقلاب عسكري قبل نحو 4 سنوات، وأصبح وزيرًا للحرب ثم رئيسًا للوزراء قبل أن ينصب نفسه حاكمًا.
- 1376 هـ - جلاء القوات البريطانية عن قاعدة المفرق الأردنية.
- 1387 هـ - قيام الملك فيصل بن عبد العزيز آل سعود بتعيين بدر بن عبد العزيز آل سعود كنائب لرئيس الحرس الوطني السعودي.
- 1392 هـ - تفجير قنبلة في منزل المناضل الفلسطيني محمود الهمشري بواسطة الموساد وذلك بأوامر مباشرة من جولدا مائير.
- 1395 هـ - انطلاق المسيرة الخضراء في المغرب إلى الصحراء الغربية.
- 1396 هـ - بداية أعمال القمة التاسعة لرؤساء الدول العربية بالقاهرة.
- 1400 هـ - انقلاب عسكري في تركيا بقيادة كنعان أفرين.
- 1412 هـ - كتائب القسام الجناح العسكري لحماس تنفذ أول عملية فلسطينية مصورة (عملية مسجد مصعب بن عمير) وتقتل 3 جنود إسرائيليين، بقيادة عماد عقل.
- 1424 هـ - زلزال مدمر يضرب مدينة بم الإيرانية ويخلف عددًا كبيرًا من القتلى.
- 1432 هـ -
  - مقتل القيادي في تنظيم القاعدة في جزيرة العرب أنور العولقي في غارة جوية أمريكية على سيارتين كانتا تتنقلان بين محافظتي مأرب والجوف، وقُتل معه بالحادث عدد من رفاقه.
  - آلاف المسيحيين في مصر يعلنون عزمهم الاعتصام أمام مبنى الإذاعة والتلفزيون بماسبيرو احتجاجًا على حرق كنيسة بالماريناب بإدفو بأسوان.
- 1435 هـ - رجب طيب أردوغان يخلف عبد الله غل في رئاسة الجمهورية التركية ويعين أحمد داوود أوغلو في منصب رئيس الوزراء.

## مواليد
- 1294 هـ - محمد إقبال، شاعر بنجابي.
- 1378 هـ - أحمد سلامة، ممثل مصري.
- 1387 هـ - عبد الله منصور، لاعب كرة قدم كويتي.
- 1395 هـ - خالد سليم، مغني وممثل مصري.
- 1396 هـ - أحمد الدوخي، لاعب كرة قدم سعودي.
- 1403 هـ - جراح الظفيري، لاعب كرة قدم كويتي.

## وفيات
- 351 هـ - أبو بكر النقاش، عالم مقرئ ومفسر.
- 414 هـ - عبد الرحمن المستظهر بالله، الخليفة الحادي عشر للأندلس والحاكم الخامس عشر لها من سلالة الأمويين.
- 575 هـ - حسن المستضيء بأمر الله، خليفة عباسي.
- 748 هـ - شمس الدين الذهبي، محدث وإمام حافظ.
- 1309 هـ -
  - عبد الله بن صباح الصباح، حاكم الكويت الخامس.
  - بهاء الله، مؤسس الدين البهائي.
- 1323 هـ - علي بن محمد الببلاوي، فقيه مالكي مصري.
- 1388 هـ - ماري منيب، ممثلة مصرية.
- 1397 هـ - محمد يوسف البنوري، فقيه وعالم باكستاني.
- 1404 هـ - عوده المهنا، مغنية كويتية.
- 1405 هـ - محمود علي البنا، قارئ قرآن مصري.
- 1411 هـ - مسعود جوني، شاعر وكاتب قصصي سوري.
- 1428 هـ - يونس شلبي، ممثل مصري.
- 1432 هـ - أنور العولقي، قيادي في تنظيم القاعدة في جزيرة العرب.

## وصلات خارجية
- موقع قصة الإسلام: حدث في شهر ذو القعدة.